# NGC 2408
NGC 2408 — группа звёзд в созвездии Жирафа. Открыта Джоном Гершелем в 1830 году.
Возможно, эти звёзды не связаны физически и лишь находятся на одном луче зрения, но, возможно, эта группа является распадающимся рассеянным скоплением.
Этот объект входит в число перечисленных в оригинальной редакции «Нового общего каталога».